# Quentin Jouffroy
Quentin Jouffroy (Grenoble, 5 luglio 1993) è un pallavolista francese, centrale del Plessis-Robinson.

## Carriera

### Nazionale
Nel 2022 e nel 2024 ha vinto la Volleyball Nations League; nel 2024 si è altresì laureato campione olimpico alle Olimpiadi di Parigi, mettendosi in mostra per il suo servizio.

## Palmarès

### Squadra
- Campionato francese: 1

Tours: 2017-2018
- Coppa CEV: 1

Tours: 2016-2017
- Challenge Cup: 1

Narbonne: 2021-2022

### Nazionale (competizioni minori)
- Campionato europeo Under-19 2011
- Giochi del Mediterraneo 2013